# مصطفى كرشوم
مصطفى محمد عبد القادر كرشوم (6 ديسمبر 1992 - ) هو لاعب كرة قدم سوداني محترف. يلعب كمدافع في المريخ السوداني ومنتخب السودان لكرة القدم.